# Italienische Frauen-Rugby-Union-Nationalmannschaft
Die italienische Frauen-Rugby-Union-Nationalmannschaft (italienisch Nazionale femminile di rugby a 15 dell’Italia) ist die Nationalmannschaft Italiens in der Sportart Rugby Union und repräsentiert das Land bei allen Länderspielen (Test Matches) der Frauen. Sie wird meist als Le Azzurre (deutsch die Himmelblauen) bezeichnet, abgeleitet von der traditionellen Farbe der Trikots. Die organisatorische Verantwortung trägt die Federazione Italiana Rugby (FIR). Das Team nimmt an den jährlichen Six Nations teil, zusammen mit England, Frankreich, Irland, Schottland und Wales.
Ihr erstes Länderspiel fand 1985 gegen die Mannschaft Frankreichs statt. Seine wichtigsten internationalen Auftritte hat das Team bei den alle vier Jahre stattfindenden Weltmeisterschaften. Die Italienerinnen qualifizierten sich für fünf der bisher neun ausgetragenen Turniere; 2017 erreichten sie mit dem neunten Platz ihr bestes Ergebnis. Italien bestreitet seine Heimspiele in verschiedenen Stadien. Traditionell spielt Italien in blauen Trikots mit weißen Hosen und blauen Socken.

## Organisation
Verantwortlich für die Organisation von Rugby Union in Italien ist die Federazione Italiana Rugby (FIR). Sie entstand 1928 aus dem „Propaganda-Komitee“ und trat 1987 dem International Rugby Football Board (IRFB; heute World Rugby) bei. Die Federazione Italiana Rugby war außerdem im Jahr 1934 Gründungsmitglied des Kontinentalverbandes Fédération internationale de rugby amateur (FIRA; heute Rugby Europe). Die höchste Rugby-Union-Liga in Italien ist die Serie A Elite, an der acht Mannschaften teilnehmen. Diese stammen hauptsächlich aus den italienischen Rugbyhochburgen Lombardei und Venetien.

## Geschichte

### Erste Jahre
Am 22. Juni 1985 absolvierten die Italienerinnen ihr Länderspieldebüt gegen die Französinnen und erzielten ein 0:0 unentschieden. Ein Jahr später unterlagen sie Frankreich mit 0:12 in Bardos. Im dritten Test Match 1987 gegen den Nachbarn konnte das Team seine ersten Punkte erzielen, unterlag aber in Rom mit 4:16.
1988 beteiligte sich Italien an der ersten Frauen-Europameisterschaft in Bourg-en-Bresse, die vom örtlichen Frauenrugbyverein organisiert wurde. Neben den Gastgeberinnen nahmen Großbritannien und die Niederlande teil. Die Italienerinnen landeten nach drei Niederlagen auf dem letzten Platz. Die erste Austragung dieses Turnieres wurde nie offiziell vom Kontinentalverband Fédération internationale de rugby amateur (FIRA; heute Rugby Europe) anerkannt, obschon er als erster Wettbewerb für Frauennationalmannschaften von Bedeutung war.

### Unter der Federazione Italiana Rugby
1991 übernahm die Federazione Italiana Rugby die Verantwortung über das italienische Frauenrugby. Ihre erste Aufgabe war die Kaderzusammenstellung für die erste Weltmeisterschaft 1991 im April in Wales. Die Azzurre belegten den letzten Gruppenplatz und erreichten das Viertelfinale der Plate. Gegen Schweden erzielten sie ihren ersten Turniersieg mit 18:0, unterlagen aber im Halbfinale Kanada mit 0:6.
Die Mannschaft zeigte eine langsame Entwicklung. In ihren ersten 15 Jahren bis 2000 bestritten sie nur 33 offizielle Test Matches. In der Europameisterschaft 1995 daheim in Treviso belegten die Italienerinnen den dritten Platz und ein Jahr später resultierte in Madrid dasselbe Ergebnis. 1997 schieden sie in der Vorrunde aus und belegten den sechsten Platz, während sie sich bei der Weltmeisterschaft 1998 in den Niederlanden mit dem zwölften Platz zufriedengeben mussten.
Bei der Europameisterschaft 1999 belegte das Team den siebenten Platz und zwei Jahre später den achten Rang. 2002 gewann es in Venetien seinen ersten Europatitel, bevor im selben Jahr in Spanien die Weltmeisterschaft ausgetragen wurde, bei der Italien den zwölften Platz erreichte. 2005 gewannen die Italienerin ihren zweiten europäischen Titel in Hamburg und ein Jahr später gelang ihnen die Titelverteidigung.

### Aufnahme in die Six Nations

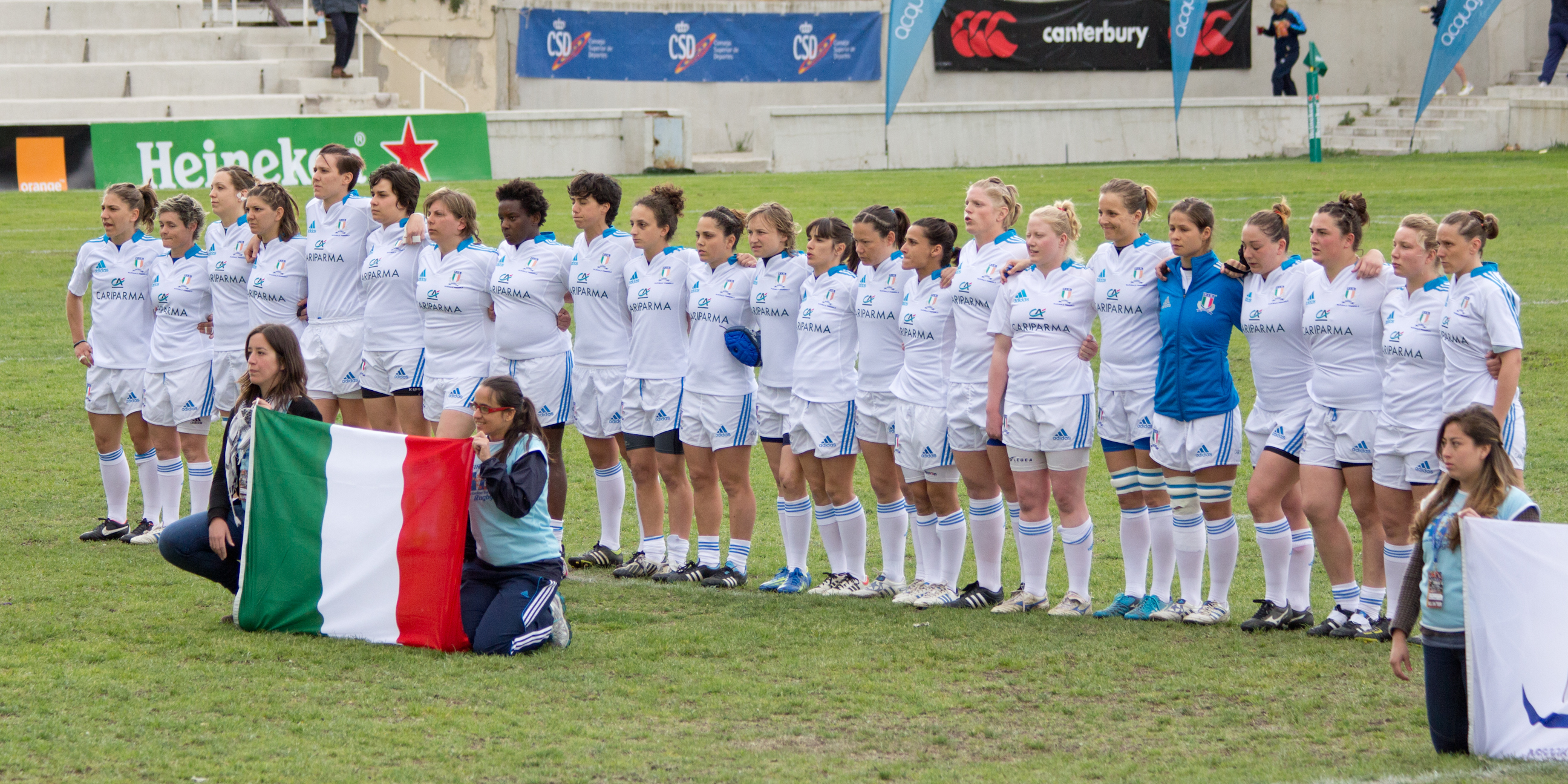
Italien während der WM-Qualifikation 2013

Im Dezember 2006 entschied das Exekutivkomitee der Six Nations alle Frauenturniere an die der Männer anzupassen, an denen England, Frankreich, Irland, Italien, Schottland und Wales teilnehmen; der einzige Unterschied zum Männerturnier bestand damals in der Teilnahme Spaniens, das ab 2007 vom Komitee durch Italien ersetzt wurde.

## Trikot, Logo und Spitzname

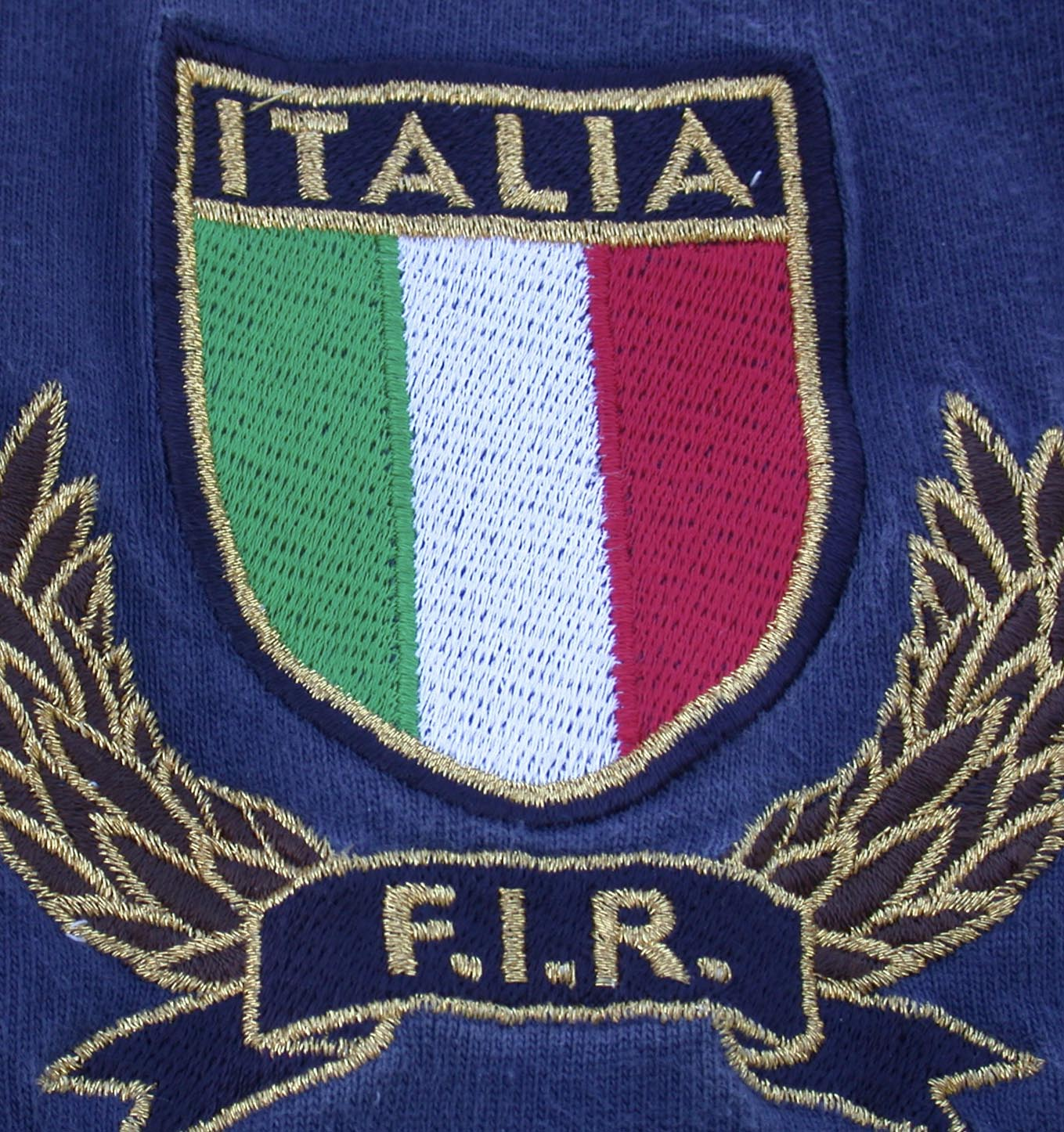
Heutiges Logo der italienischen Nationalmannschaft

Die italienische Mannschaft spielt nicht in den Farben der Nationalflagge, sondern in Blau, der Farbe der ehemaligen königlichen Familie Savoyen, die unter anderem das Königreich Italien regierte. Der Spitzname der Mannschaft, Le Azzurre („die Himmelblauen“), ist somit wie bei der Fußballnationalmannschaft von der Trikotfarbe abgeleitet.
Bei Heimspielen spielt sie in himmelblauen Trikots mit den drei Farben der italienischen Flagge auf den Ärmeln, weißen Hosen und dunkelblauen Socken. Wenn die gegnerischen Mannschaft traditionell ebenfalls in blauen Trikots spielt – wie beispielsweise Frankreich und Schottland – tritt Italien in weißen Trikots mit roten und grünen Streifen auf den Schultern, blauen Hosen und weisen Socken an.
Vor jedem Länderspiel der italienischen Nationalmannschaft wird Il Canto degli Italiani (italienisch: „Das Lied der Italiener“), die italienische Nationalhymne, gespielt. In Italien ist die Hymne auch bekannt als L’inno di Mameli („Mameli-Hymne“), benannt nach dem Autor des Textes Goffredo Mameli.
Das heutige Logo besteht aus einem Wappenschild in den Nationalfarben (grün, weiß und rot), umgeben von Lorbeerblättern. Der Lorbeerkranz soll an die römische Geschichte und die Siege von Gaius Iulius Caesar erinnern.

## Stadien
Wie in den Rugbynationen Frankreich, Irland, Kanada, Neuseeland, Schottland, Südafrika, den Vereinigten Staaten und Wales gibt es in Italien kein offizielles „Nationalstadion“, vielmehr werden verschiedene Stadien Italiens verwendet, auch um das Frauenrugby zu verbreiten. Im Rahmen der Six Nations kommen vor allem Stadien in den Regionen Lombardei und Venetien zum Einsatz.

## Test Matches
Italien hat 59 seiner bisher 169 Test Matches gewonnen, was einer Gewinnquote von 34,91 % entspricht. Die Statistik der Test Matches Italiens gegen alle Nationen, alphabetisch geordnet, ist wie folgt (Stand: 27. April 2025):
| Land               | Spiele | Gewonnen | Unent- schieden | Verloren | % Siege |
| ------------------ | ------ | -------- | --------------- | -------- | ------- |
| Belgien            | 1      | 1        | 0               | 0        | 100,00  |
| Deutschland        | 7      | 7        | 0               | 0        | 100,00  |
| England            | 24     | 0        | 0               | 24       | 0,00    |
| Frankreich         | 27     | 4        | 0               | 23       | 14,81   |
| Irland             | 21     | 2        | 0               | 19       | 9,52    |
| Japan              | 4      | 3        | 1               | 0        | 66,67   |
| Kanada             | 2      | 0        | 0               | 2        | 0,00    |
| Kasachstan         | 2      | 0        | 0               | 2        | 0,00    |
| Niederlande        | 8      | 5        | 0               | 3        | 62,50   |
| Russland           | 4      | 4        | 0               | 0        | 100,00  |
| Samoa              | 1      | 1        | 0               | 0        | 100,00  |
| Schottland         | 23     | 16       | 1               | 6        | 69,57   |
| Schweden           | 8      | 5        | 0               | 3        | 62,50   |
| Spanien            | 15     | 6        | 0               | 10       | 33,33   |
| Südafrika          | 1      | 1        | 0               | 0        | 100,00  |
| Vereinigte Staaten | 3      | 1        | 0               | 2        | 33,33   |
| Wales              | 22     | 8        | 1               | 13       | 36,36   |
| Gesamt             | 169    | 59       | 3               | 107      | 34,91   |

## Erfolge

### Weltmeisterschaften
Italien hat sich bisher für fünf Weltmeisterschaften qualifiziert. Das beste Resultat war der neunt Platz beim Turnier 2017.
| Jahr | Resultat           | Spiele             | Siege              | Unent.             | Ndlg.              | +/-                | Punkte             |
| ---- | ------------------ | ------------------ | ------------------ | ------------------ | ------------------ | ------------------ | ------------------ |
| 1991 | Plate              | 4                  | 1                  | 0                  | 3                  | 34:31              | –                  |
| 1994 | nicht teilgenommen | nicht teilgenommen | nicht teilgenommen | nicht teilgenommen | nicht teilgenommen | nicht teilgenommen | nicht teilgenommen |
| 1998 | 12. Platz          | 5                  | 2                  | 0                  | 3                  | 108:81             | –                  |
| 2002 | 12. Platz          | 4                  | 1                  | 0                  | 3                  | 45:121             | 4                  |
| 2006 | nicht teilgenommen | nicht teilgenommen | nicht teilgenommen | nicht teilgenommen | nicht teilgenommen | nicht teilgenommen | nicht teilgenommen |
| 2010 | nicht qualifiziert | nicht qualifiziert | nicht qualifiziert | nicht qualifiziert | nicht qualifiziert | nicht qualifiziert | nicht qualifiziert |
| 2014 | nicht qualifiziert | nicht qualifiziert | nicht qualifiziert | nicht qualifiziert | nicht qualifiziert | nicht qualifiziert | nicht qualifiziert |
| 2017 | 9. Platz           | 5                  | 2                  | 0                  | 3                  | 75:117             | 0                  |
| 2021 | Viertelfinale      | 4                  | 2                  | 0                  | 2                  | 58:79              | 9                  |
| 2025 | qualifiziert       | qualifiziert       | qualifiziert       | qualifiziert       | qualifiziert       | qualifiziert       | qualifiziert       |
| 2029 | noch ausstehend    | noch ausstehend    | noch ausstehend    | noch ausstehend    | noch ausstehend    | noch ausstehend    | noch ausstehend    |
| 2033 | noch ausstehend    | noch ausstehend    | noch ausstehend    | noch ausstehend    | noch ausstehend    | noch ausstehend    | noch ausstehend    |

### Six Nations
Italiens einziges jährliches Turnier sind die Six Nations, wo man gegen fünf andere europäische Mannschaften antritt: England, Frankreich, Irland, Schottland und Wales.
- erstmalige Teilnahme 2007, noch kein Turniersieg

### Europameisterschaften
In der Vergangenheit beteiligte sich die italienische Nationalmannschaft an den Rugby-Europameisterschaften und entschied drei Austragungen für sich.
- Turniersiege (3): 2002, 2005, 2006

## Spielerinnen

### Aktueller Kader
Die folgenden Spielerinnen bilden den Kader während der Weltmeisterschaft 2025:
| Spielerin               | Position         | Verein        | Länderspiele |
| ----------------------- | ---------------- | ------------- | ------------ |
| Alia Bitonci            | Gedrängehalb     | Valsugana     | 07           |
| Francesca Granzotto     | Gedrängehalb     | Exeter Chiefs | 21           |
| Sofia Stefan            | Gedrängehalb     | Toulon        | 98           |
| Beatrice Capomaggi      | Verbinderin      | Villorba      | 23           |
| Veronica Madia          | Verbinderin      | Blagnac       | 58           |
| Sara Mannini            | Verbinderin      | Colorno       | 09           |
| Emma Stevanin           | Verbinderin      | Valsugana     | 24           |
| Gaia Buso               | Innendreiviertel | Villorba      | 03           |
| Giada Corradini         | Innendreiviertel | Montpellier   | 01           |
| Beatrice Rigoni         | Innendreiviertel | Sale Sharks   | 86           |
| Michela Sillari         | Innendreiviertel | Valsugana     | 92           |
| Alyssa D’Incà           | Außendreiviertel | Blagnac       | 33           |
| Aura Muzzo              | Außendreiviertel | Lyon          | 55           |
| Vittoria Ostuni Minuzzi | Schlussfrau      | Valsugana     | 41           |

| Spielerin             | Position               | Mannschaft   | Länderspiele |
| --------------------- | ---------------------- | ------------ | ------------ |
| Desiree Spinelli      | Haklerin               | Benetton     | 04           |
| Vittoria Vecchini     | Haklerin               | Valsugana    | 38           |
| Gaia Maris            | Pfeiler                | Valsugana    | 39           |
| Alessia Pilani        | Pfeiler                | Bordeaux     | 08           |
| Sara Seye             | Pfeiler                | Trailfinders | 34           |
| Emanuela Stecca       | Pfeiler                | Villorba     | 18           |
| Silvia Turani         | Pfeiler                | Harlequins   | 44           |
| Giordana Duca         | Zweite-Reihe-Stürmerin | Valsugana    | 58           |
| Valeria Fedrighi      | Zweite-Reihe-Stürmerin | Colorno      | 64           |
| Alessandra Frangipani | Zweite-Reihe-Stürmerin | Villorba     | 12           |
| Isabella Locatelli    | Zweite-Reihe-Stürmerin | Colorno      | 55           |
| Sara Tounesi          | Zweite-Reihe-Stürmerin | Bordeaux     | 50           |
| Ilaria Arrighetti     | Flügelstürmerin        | Rennes       | 62           |
| Elisa Giordano        | Flügelstürmerin        | Valsugana    | 75           |
| Laura Gurioli         | Flügelstürmerin        | Villorba     | 16           |
| Alissa Ranuccini      | Flügelstürmerin        | Lyon         | 15           |
| Francesca Sgorbini    | Flügelstürmerin        | Romagnat     | 34           |
| Beatrice Veronese     | Flügelstürmerin        | Toulon       | 29           |

### Bekannte Spielerinnen
Bisher ist noch keine italienische Spielerin in die World Rugby Hall of Fame aufgenommen worden.